# Basile Yamkam
Mbouri Basile Yamkam (2 gennaio 1998) è un calciatore camerunese, difensore del Radnički Niš.

## Carriera

### Club
Dopo gli inizi in patria, nel 2021 viene acquistato dai serbi del Radnički Niš; il 16 dicembre 2021 ha esordito in Superliga, disputando l'incontro vinto per 0-3 contro il Proleter Novi Sad.

### Nazionale
Nel 2021 ha disputato tre incontri con la nazionale camerunese, validi per il campionato delle nazioni africane.

## Statistiche

### Presenze e reti nei club
Statistiche aggiornate al 4 febbraio 2023.
| Stagione            | Squadra             | Campionato          | Campionato | Campionato | Coppe nazionali | Coppe nazionali | Coppe nazionali | Coppe continentali | Coppe continentali | Coppe continentali | Altre coppe | Altre coppe | Altre coppe | Totale | Totale |
| Stagione            | Squadra             | Comp                | Pres       | Reti       | Comp            | Pres            | Reti            | Comp               | Pres               | Reti               | Comp        | Pres        | Reti        | Pres   | Reti   |
| ------------------- | ------------------- | ------------------- | ---------- | ---------- | --------------- | --------------- | --------------- | ------------------ | ------------------ | ------------------ | ----------- | ----------- | ----------- | ------ | ------ |
| 2021-2022           | Radnički Niš        | SL                  | 9+6        | 0          | CS              | 1               | 0               |                    | -                  | -                  |             | -           | -           | 16     | 0      |
| 2022-2023           | Radnički Niš        | SL                  | 16         | 0          | CS              | 2               | 0               | UECL               | 0                  | 0                  |             | -           | -           | 18     | 0      |
| Totale Radnički Niš | Totale Radnički Niš | Totale Radnički Niš | 25+6       | 3          |                 | 3               | 0               |                    | 0                  | 0                  |             | -           | -           | 34     | 0      |
| Totale carriera     | Totale carriera     | Totale carriera     | 31         | 0          |                 | 3               | 0               |                    | 0                  | 0                  |             | -           | -           | 34     | 0      |

### Cronologia presenze e reti in nazionale
| Cronologia completa delle presenze e delle reti in nazionale ― Camerun | Cronologia completa delle presenze e delle reti in nazionale ― Camerun | Cronologia completa delle presenze e delle reti in nazionale ― Camerun | Cronologia completa delle presenze e delle reti in nazionale ― Camerun | Cronologia completa delle presenze e delle reti in nazionale ― Camerun | Cronologia completa delle presenze e delle reti in nazionale ― Camerun | Cronologia completa delle presenze e delle reti in nazionale ― Camerun | Cronologia completa delle presenze e delle reti in nazionale ― Camerun |
| Data                                                                   | Città                                                                  | In casa                                                                | Risultato                                                              | Ospiti                                                                 | Competizione                                                           | Reti                                                                   | Note                                                                   |
| ---------------------------------------------------------------------- | ---------------------------------------------------------------------- | ---------------------------------------------------------------------- | ---------------------------------------------------------------------- | ---------------------------------------------------------------------- | ---------------------------------------------------------------------- | ---------------------------------------------------------------------- | ---------------------------------------------------------------------- |
| 30-1-2021                                                              | Douala                                                                 | Camerun                                                                | 2 – 1                                                                  | RD del Congo                                                           | Campionato delle nazioni africane 2020 - Quarti di finale              | -                                                                      | 61’                                                                    |
| 3-2-2021                                                               | Limbe                                                                  | Camerun                                                                | 0 – 4                                                                  | Marocco                                                                | Campionato delle nazioni africane 2020 - Semifinale                    | -                                                                      |                                                                        |
| 6-2-2021                                                               | Douala                                                                 | Camerun                                                                | 0 – 2                                                                  | Guinea                                                                 | Campionato delle nazioni africane 2020 - Finale terzo posto            | -                                                                      | 12’                                                                    |
| Totale                                                                 |                                                                        | Presenze                                                               | 3                                                                      |                                                                        | Reti                                                                   | 0                                                                      |                                                                        |